# 如是語經
如是語，意為「佛陀如此宣说」，又譯為本事、出因缘、此事过去如是、善道，音譯伊帝越多伽、伊帝目多伽、一目多迦、一筑多。讲述過去世發生的事，過去世所見聞事称为本事，佛陀過去世種種不同受生的菩薩行故事，稱爲本生；爲九分教和十二分教之一。

## 詞源
巴利語itivuttaka（如是语）和說一切有部itivṛttaka（本事）的初義有差別。“如是語”意為“像這樣說”；“本事”意為“過去世所見聞事”
。巴利经典中的《小部·如是语经》和漢譯《本事經》內容性質都相當接近，應爲同一經文。實際上，與如是語巴利語itivuttaka相對應的梵語ityuktaka也被當做本事經的梵語原文，巴利三藏中却没有「本事经」的异名，很有可能最初梵語原文是ityuktaka即“如是語”，而非itivṛttaka“本事”，後者有可能爲讹传。

## 概論
本事經或如是語經是九分教和十二分教之一。
漢譯有七卷，玄奘三藏法師译於唐永徽元年（650年）；共有三法品，一法品有六十经，二法品有五十经，三法品有二十八经，共计有一三八经。南傳的巴利三藏中被列入《小部》，以如是語為名，意為以“佛是這樣說的”作為經文开始。